# Gmina Demir Hisar
Gmina Demir Hisar (mac. Општина Демир Хисар) – gmina w Macedonii Północnej, w południowo-zachodniej części kraju. Siedzibą jest miasto Demir Hisar.
Graniczy z gminami: Kiczewo od północy, Kruszewo, Mogiła od wschodu, Resen, Ochryda, Debarca od zachodu oraz z Bitolą od południa.

## Demografia
Według spisu powszechnego z 2021 roku gminę zamieszkuje 7260 osób, w tym 2431 w miastach  i 4829 na wsiach. 3755 osób (51,72%) to mężczyźni, a 3505 to kobiety.

### Narodowości
- 92,39% – Macedończycy
- 3% – Albańczycy
- 4,6% – pozostali[2]

## Miejscowości
- Miasto: Demir Hisar

- 40 wsi: Babino, Barakowo, Bazernik, Bełcze, Boiszte, Brezowo, Cerowo, Dołenci, Edinakowci, Gołemo Ilino, Graiszte, Kocziszte, Kutretino, Łeskowo, Mało Ilino, Mrenoga, Nowo Seło, Obednik, Pribiłci, Radowo, Rakitnica, Rastojca, Sładuewo, Słepcze, Słoesztica, Smiłewo, Sopotnica, Strugowo, Suwodoł, Suwo Grło, Sweta, Utowo, Wardino, Wirowo, Wełmewci, Zagoricze, Zaszłe, Żełeznec, Żurcze, Żwan.